# Подвиско училище
Подвиското училище (на македонска литературна норма: Подвиско училиште) е училищна сграда в кичевското село Подвис, Северна Македония.
Училището е първото, в което в 1943 година започва преподаване на местен диалект, обявен за отделен език и затова е обявено за паметник на културата. Сградата е запусната.

## Местоположение
Старото училище в селото Подвис се намира над последните запазени къщи на селото и главната селска църква „Свети Атанасий“.. До старото село води единствено земен път, а до самата сграда на училището - само пътека.

## История
След капитулацията на Италия през септември 1943 година, италианците напускат района. Училището попада под контрола на партизаните и започва да работи на 23 септември 1943 година, само шест дена след като комунистите влизат в Кичево. Първият час е воден от учителят Василко Лазарески. Кратко след това германски и албански части заемат селото.